# Abies delavayi
Abies delavayi (ялиця Делавея, кит.: 苍山冷杉) — вид ялиць родини соснових. Вид названий на честь його першовідкривача, Пера Жан-Марі Делавея (фр. Père Jean Marie Delavay, 1834—1895), французького місіонера, мандрівника і ботаніка, який зібрав вид на 3500-4000 м на горах Цаншань біля м. Далі.

## Підвиди
- Abies chensiensis ssp. chensiensis
- Abies chensiensis ssp. salouenensis
- Abies chensiensis ssp. yulongxueshanensis

## Поширення, екологія
Країни проживання: південно-західний Китай (Тибет, Юньнань); північно-східна Індія (Аруначал-Прадеш); північна М'янма; В'єтнам. Росте між 2400 м і 4300 м над рівнем моря, але, як правило, від 3000 м до 4000 м, зазвичай на північних схилах. Ґрунт сіро-коричневий гірський підзолистий. Клімат різко вологий, з прохолодним літом і холодною, сніжною зимою (річна кількість опадів коливається від 1000 мм до 3000 мм і більше). Росте в суміші з іншими хвойними, такими як Picea likiangensis, Picea brachytyla var. brachytyla, або в чистих насадженнях ближче до межі дерева. На більш низьких висотах іноді змішується з Tsuga chinensis, Tsuga dumosa, Juniperus formosana і широколистими деревами, наприклад Betula albosinensis, Betula platyphylla var. szechuanica, Quercus semecarpifolia. А. delavayi, однак, менше поширений, ніж А. forrestii.

## Морфологія
Дерево до 25 м заввишки; стовбур до 1 м діаметра; кора сіро-коричнева, груба, поздовжньо розщеплена, крона пірамідальна; зимові бруньки кулясті, смолисті. Листки яскраво-темно-зелені, лінійні, розміром 1.5–3 см × 1.7–2.5 мм. Насіннєві шишки коротко черешчаті, чорні у зрілості, тьмяні, циліндричні або яйцювато-циліндричні, розміром 6–11 × 3–4 см. Насіння обернено-яйцювате; крила коричневі, клиноподібні. Запилення відбувається в травні, насіння дозріває в жовтні.

## Використання
Деревина використовується як пиломатеріал і будівельний брус, до того ж ще для меблів та паперу. З кори може бути витягнутий танін.

## Загрози та охорона
Лісозаготівлі торкнулася багато районів, хоча з введенням заборони на лісозаготівлю в 1998 році ця проблема зменшується.